# Gary MacDonald
Gary MacDonald est un nageur canadien né le 15 décembre 1953 à Mission (Colombie-Britannique).

## Biographie
Gary MacDonald dispute l'épreuve du 4 × 100 m 4 nages aux Jeux olympiques d'été de 1976 de Montréal et remporte la médaille d'argent aux côtés de Graham Smith, Clay Evans et Stephen Pickell.